# Los Pozuelos de Calatrava
Los Pozuelos de Calatrava – gmina w Hiszpanii, w prowincji Ciudad Real, w Kastylii-La Mancha, o powierzchni 84 km². W 2011 roku gmina liczyła 452 mieszkańców.